# Ultimo - La sfida
Ultimo - La sfida è una miniserie televisiva italiana, seguito della miniserie Ultimo di Stefano Reali, la regia stavolta è di Michele Soavi ed è stato trasmesso per la prima volta nel 1999 su Canale 5.

## Trama
Luglio 1999. In un ristorante a Fiumicino, una notte, ha luogo una cena dove dieci camorristi si incontrano per parlare di un grosso carico di eroina che arriva tra trenta giorni: 5000 kg. Mentre parlano però non sanno che fuori è appostato un furgone operativo attrezzato che li sta sorvegliando: è una "balena", dove ci sono "Ultimo", "Ombra" e "Solo".
Ma, mentre stanno parlando, degli uomini in passamontagna arrivano e compiono una strage e "Ultimo" assiste al tutto senza poter far niente, dato che la porta del furgone "balena" era bloccata da un camion dell'immondizia fermatosi di fianco a loro.
Intanto un pentito fa sapere al generale Trani, grande amico di "Ultimo", che i corleonesi stanno per preparare un piano per rapire e uccidere "Ultimo" per vendicarsi dell'arresto di Partanna avvenuto sei anni e mezzo prima. Inoltre Trani gli confida che per motivi di sicurezza il gruppo Crimor verrà sciolto. "Ultimo" è molto arrabbiato ma accetta. Ha una riunione col generale Trani, che gli confida di essere stato promosso di grado e di avere solo trenta giorni per arrestare gli assassini prima che lui, venendo trasferito, perda ogni potere di proteggerli. Le indagini sono segrete.
Michele Pagano, unico sopravvissuto alla strage dei camorristi per un caso fortuito, scopre la vera identità di "Ultimo" e lo contatta per essere protetto in cambio di dichiarazioni: la morte dei camorristi suoi compagni al ristorante è stata ordita dal Clan dei Catalano che intendeva sottrarre loro un grossissimo affare. Don Rocco Catalano voleva il carico dei camorristi per diventare il nuovo boss di Cosa Nostra dopo il vuoto lasciato da Partanna e la latitanza dei suoi uomini.
Pagano sembra un'ottima pista per risolvere il caso prima che il gruppo Crimor venga sciolto e Catalano diventi il nuovo Capo dei Capi, ma le speranze di "Ultimo" e dei suoi crollano quando Pagano viene trovato ucciso nella sua macchina.
Dopo pedinamenti, perquisizioni segrete notturne, arresti e problemi, "Ultimo" e il suo gruppo arrestano i fratelli Catalano e il suo clan e sequestrano anche il carico di droga che era arrivato al porto di Fiumicino.

## Personaggi
- Capitano Roberto Di Stefano, detto "Ultimo" (Raoul Bova)
- Maresciallo Riccardo Fortunato Cotone, detto "Solo" (Ricky Memphis)
- Appuntato Tommaso Partino, detto "Pirata" (Simone Corrente)
- Brigadiere Francesco Patanía, detto "Aspide" (Francesco Benigno)
- Maresciallo Giovanni Giorgio Sarubbi, detto "Ombra" (Giorgio Tirabassi)
- Carabiniere Lu Xun, detto "Veleno" (Taiyo Yamanouchi)
- Viola (Silvia De Santis)

## Curiosità
- Il gruppo Crimor è esistito per sette anni, dal 1990 al 1997. Invece, nella serie, nel 1999 esisteva ancora e, anche se ha rischiato di essere sciolto, è stato prorogato. In Ultimo 3 però non esiste più, e in Ultimo 4 il Colonnello Di Stefano dice che è durato 10 anni. Ciò significa che nella serie il gruppo è esistito all'incirca dal 1991 al 2001.
- Ricky Memphis interpreta di nuovo Riccardo Cotone, che però in Ultimo era chiamato "Riccardo Fortunato", facendo pensare che il suo nome di battesimo possa essere "Riccardo Fortunato".
- Nella prima puntata si accenna alla vendetta dei Corleonesi che progettano di rapire e uccidere "Ultimo". Ciò è realtà storica: davvero Bernardo Provenzano aveva pensato di rapire "Ultimo", sul quale ha messo una taglia, per scoprire come fosse riuscito a catturare Salvatore Riina e vendicare il clan e il suo amico d'infanzia.
- Alla fine della seconda puntata si vede colui che, tre anni dopo (interpretato da un altro attore), è nel gruppo Crimor col nome di battaglia di "Vichingo".

## La saga
- 1998 - Ultimo
- 1999 - Ultimo - La sfida
- 2004 - Ultimo - L'infiltrato
- 2013 - Ultimo - L'occhio del falco
- 2018 - Ultimo - Caccia ai Narcos